# Diocesi di Anse-à-Veau-Miragoâne

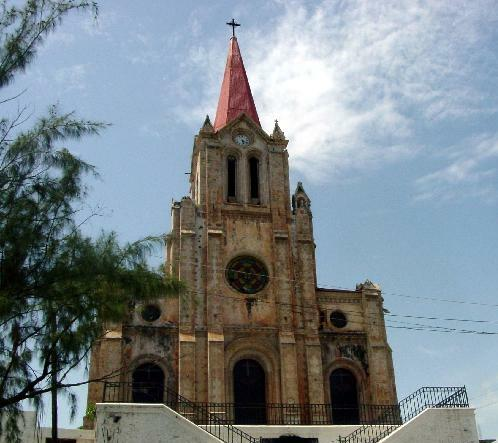
La concattedrale di San Giovanni Battista a Miragoâne.

La diocesi di Anse-à-Veau-Miragoâne (in latino: Dioecesis Sinuvitullensis-Miragoanensis) è una sede della Chiesa cattolica ad Haiti suffraganea dell'arcidiocesi di Port-au-Prince. Nel 2022 contava 354.800 battezzati su 510.042 abitanti. È retta dal vescovo Pierre-André Dumas.

## Territorio
La diocesi comprende il dipartimento di Nippes.
Sede vescovile è la città di Anse-à-Veau, dove si trova la cattedrale di Sant'Antonio. A Miragoâne sorge la concattedrale di San Giovanni Battista.
Il territorio si estende su 1.268 km² ed è suddiviso in 40 parrocchie.

## Storia
La diocesi è stata eretta il 13 luglio 2008 con la bolla De spirituali cogitans di papa Benedetto XVI, ricavandone il territorio dalla diocesi di Les Cayes.

## Cronotassi dei vescovi
Si omettono i periodi di sede vacante non superiori ai 2 anni o non storicamente accertati.
- Pierre-André Dumas, dal 13 luglio 2008

## Statistiche
La diocesi nel 2022 su una popolazione di 510.042 persone contava 354.800 battezzati, corrispondenti al 69,6% del totale.
| anno | popolazione | popolazione | popolazione | presbiteri | presbiteri | presbiteri | presbiteri                | diaconi | religiosi | religiosi | parrocchie |
| anno | battezzati  | totale      | %           | numero     | secolari   | regolari   | battezzati per presbitero | diaconi | uomini    | donne     | parrocchie |
| ---- | ----------- | ----------- | ----------- | ---------- | ---------- | ---------- | ------------------------- | ------- | --------- | --------- | ---------- |
| 2008 | 221.000     | 370.000     | 59,7        | 13         |            |            | 17.000                    |         |           | 54        | 12         |
| 2008 | 222.000     | 375.000     | 59,2        | 19         | 18         | 1          | 11.684                    |         | 4         | 54        | 17         |
| 2010 | 350.000     | 500.000     | 70,0        | 27         | 25         | 2          | 12.962                    |         | 4         | 69        | 25         |
| 2015 | 350.000     | 500.000     | 70,0        | 47         | 45         | 2          | 7.446                     | 2       | 22        | 76        | 34         |
| 2018 | 362.200     | 516.900     | 70,1        | 56         | 54         | 2          | 6.467                     | 2       | 27        | 74        | 35         |
| 2020 | 373.150     | 532.400     | 70,1        | 63         | 58         | 5          | 5.923                     | 3       | 34        | 47        | 37         |
| 2022 | 354.800     | 510.042     | 69,6        | 68         | 62         | 6          | 5.217                     | 3       | 37        | 45        | 40         |